# سليمان السعيد
سليمان سعيد محمد اللحجي (8 أغسطس 1996) هو لاعب كرة قدم سعودي يلعب في نادي الدرعية.

## مسيرة اللاعب
كانت بداياته مع نادي النصر في الفئات السنية و لعب بعدها مع نادي السد ونادي التقدم ونادي الدرعية ونادي الحزم ونادي الجبلين وعاد بعدها إلى نادي الدرعية.

## روابط خارجية
سليمان السعيد على موقع Soccerway.com (الإنجليزية)
- سليمان السعيد على موقع كووورة